# Rosenspitz

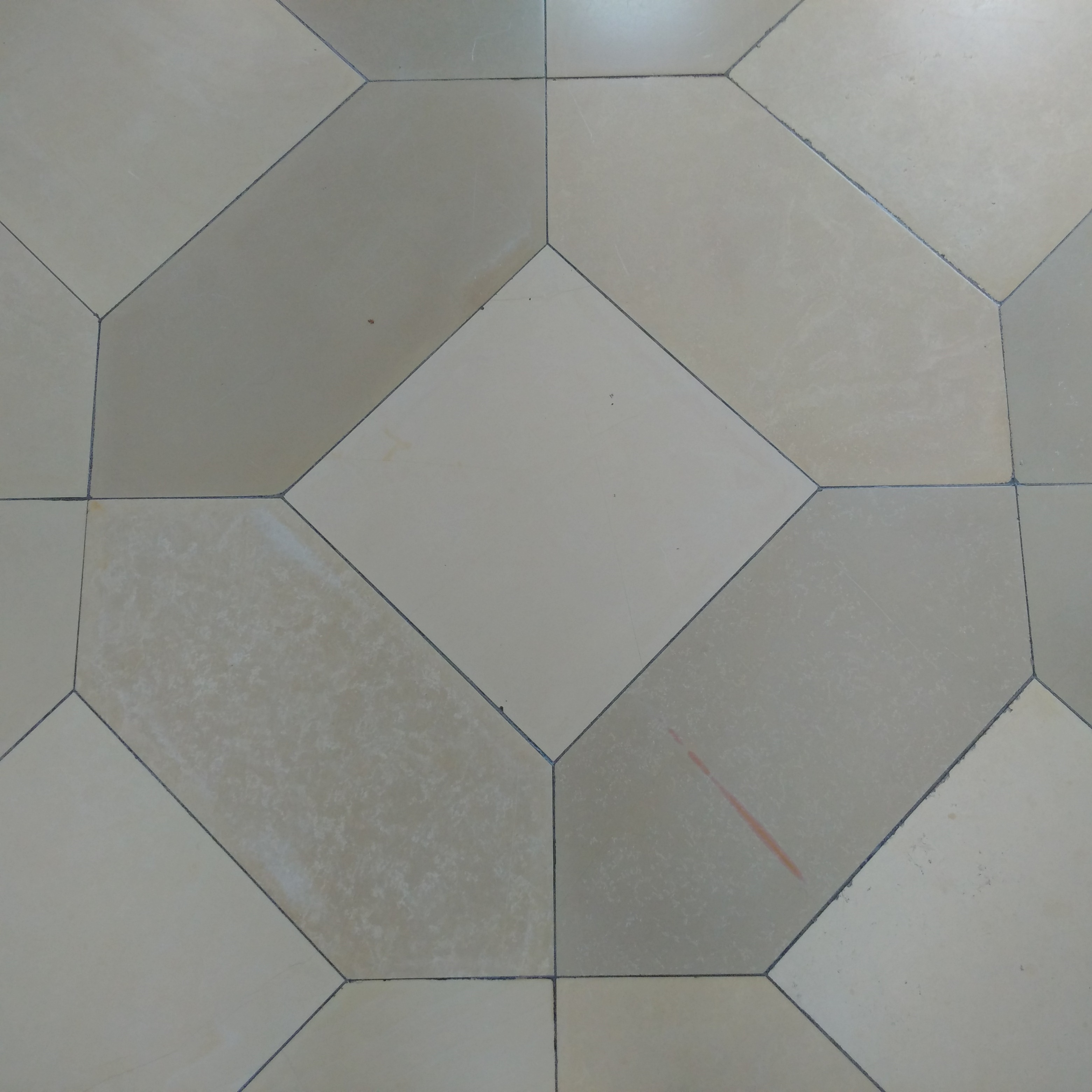
Rosenspitz aus Solnhofener Plattenkalk

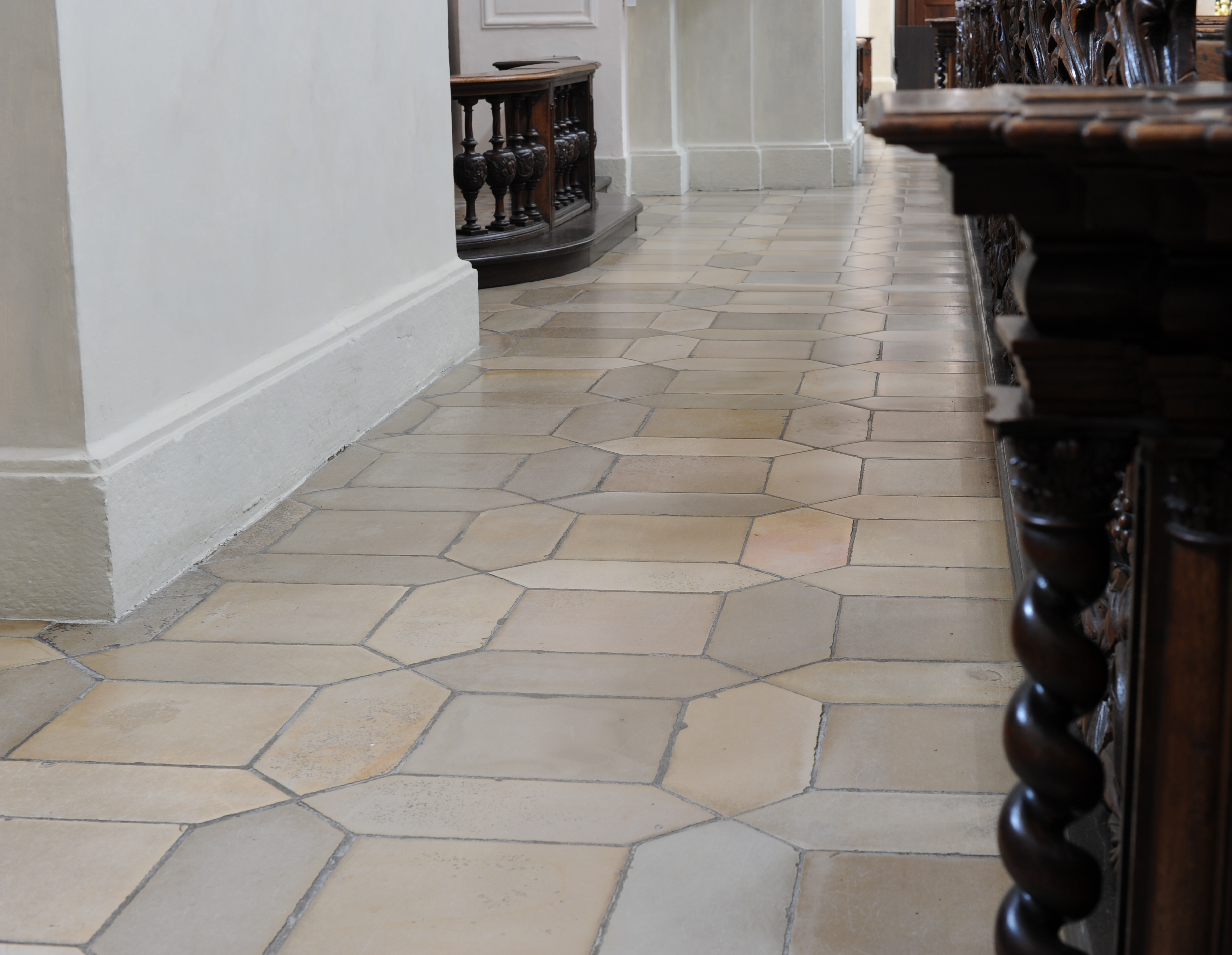
Rosenspitzverlegung mit Solnhofener Plattenkalk in der Basilika vom Kloster Waldsassen

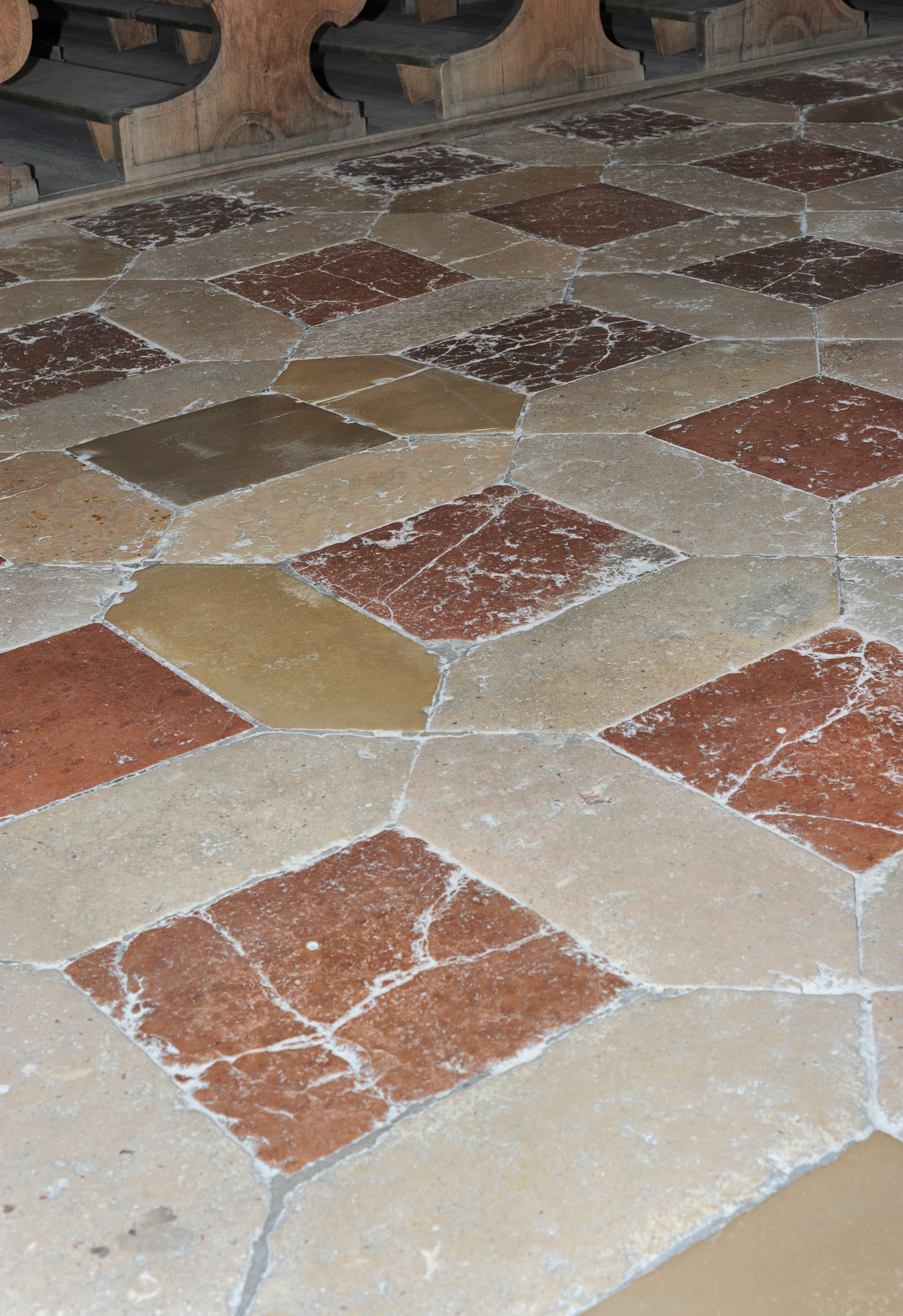
Rosenspitzverlegung mit farbigen Kalksteinen im Passauer Dom

Rosenspitz, auch Rosenspitzmotiv, wird ein Verlegemuster aus quadratischen und rautenförmig-sechseckigen Bodenplatten genannt. Das Muster besteht aus fünf Platten, wiederholt sich fortlaufend im Bodenbelag und wird traditionell in Naturstein ausgeführt.

## Gestaltung
Ein Rosenspitz besteht aus einer quadratischen Platte, die von vier sechseckigen Platten umrahmt wird, den sogenannten Schiffchen. Die Schiffchen sind nach ihrer Form benannt. Sie sind sechseckig, länglich und sie stoßen an den schmalen zwei Enden mit einer Fuge aneinander. Schiffchen können unterschiedlich breit konstruiert werden. Schmale Schiffchen betonen die quadratische Platte und breite die Bodenfläche. Die quadratische Grundplatte und die Schiffchen können mit unterschiedlich farbigem Naturstein gestaltet sein.
Benachbarte Wiederholungen des Musters teilen sich je ein Schiffchen, weshalb die Wiederholeinheit des Musters aus einer quadratischen Platte und lediglich zwei Schiffchen besteht.

## Herstellung
Das Rosenspitzmuster ist traditionell und wurde vor allem mit Natursteinplatten ausgeführt, die früher handbekantet waren. Die Musterplatten wurden historisch vor allem aus Solnhofener Plattenkalk hergestellt, mitunter mit einer weiteren, farbigen Natursteinsorte kombiniert oder komplett aus anderen Sorten. Das Verlegemuster findet man in Deutschland vor allem im süddeutschen Raum in historischen Kirchengebäuden. Heute werden die Rosenspitzformen aus Naturstein mit Steinkreissägen hergestellt. In jüngerer Zeit gibt es das Verlegemuster auch für Terrakotta und Fliesen.